# Угра (национальный парк)
Национальный парк «Угра» занимается сохранением уникальных природно-исторических комплексов в бассейнах рек Угра и Жиздра в Калужской области. На территории парка отмечается большое разнообразие культурных ландшафтов, среди которых особое место занимают военно-исторические ландшафты в долинах рек, служивших линиями обороны.
Парк был учреждён постановлением Правительства Российской Федерации № 148 от 10 февраля 1997 года. С 2002 года парк является биосферным резерватом ЮНЕСКО. Территория парка давно является туристическим районом, большой популярностью пользуются водные маршруты по Угре, Жиздре и Оке.

## География
Парк расположен в долинах рек Угра, Жиздра, Высса и Ока в шести административных районах Калужской области: Юхновском, Износковском, Дзержинском, Перемышльском, Бабынинском и Козельском. Общая площадь парка составляет 98 623 га, причем на 43 922 находятся земли лесного фонда, на 1 326 га находится водный фонд, а 53 375 га представляют земли без изъятия. Парк состоит из трёх участков — Угорский (64 184 га), Воротынский (3 171 га) и Жиздринский (31 268 га), и трёх отдельных кластеров. Охранная зона вокруг парка составляет 46 109 га.

## Рельеф и природные ландшафты
Современный рельеф и ландшафты территории парка являются наследием Московского и, в меньшей степени Окского, оледенений четвертичного периода, а также обязаны особенностям тектонического строения региона. В частности, на формирование рельефа и гидрографии территории оказала заметное влияние Калужско-Бельская глубинная тектоническая структура, а также Козельское локальное поднятие в каменноугольных отложениях.
Угорский участок включает ландшафты холмистых и пологоволнистых моренных равнин московского оледенения, осложненных камами, моренно-зандровыми равнинами, заболоченными древними ложбинами стока и термокарстовыми впадинами. В долине Угры, приуроченной к краевым участкам распространения московского ледника, отмечаются крупные моренные валуны и глыбы кристаллических пород размером до 4-6 м. В понижениях ледникового рельефа, между моренных холмов или в котловинах «выпахивания», имеются болота Морозовское и Беляевское, водно-болотные угодья Галкинское и Бучкино, а также редкие озера (оз. Озерки). Пониженные пространства придолинных частей бассейна Угры занимают наибольшую площадь и относятся к Угорской низине. В восточной части (приустьевые отрезки Угры и Шани) она унаследовала обширную долину пра-Оки, заполненную продуктами московского оледенения.
Воротынский участок парка, располагающийся в восточной части Мещовского ополья, входит в состав возвышенной Барятинско-Сухиничской равнины. Вместе с левобережьем Жиздры этот участок характеризуется ландшафтами эрозионной среднехолмистой моренной равнины. На правом берегу Жиздры развиты ландшафты моренно-зандровых и сильно расчлененных эрозионных равнин. В долинном зандре этой реки развиты высокие (до 8-10 м) и протяженные песчаные дюны. Юго-восточная часть данного участка примыкает к Брянско-Жиздринскому полесью, представляющему собой среднерасчлененную зандровую равнину, сформированную талыми водами московского ледника. Максимальные для территории парка отметки абсолютных высот (250-257 м над уровнем моря) приурочены к возвышенным участкам Среднерусской провинции (правобережье Жиздры), минимальные связаны с долиной Оки и приустьевыми частями Жиздры и Угры (118-120 м). Таким образом, амплитуда рельефа в его границах достигает около 140 м.

## Климат
Климат национального парка умеренно континентальный с четко выраженными сезонами года. В феврале средняя температура составляет −7 °С, в июле 18 °С.  В отдельные годы в жаркие дни максимальная температура воздуха достигала +36…+39°С.В годовом ходе с ноября по март отмечается отрицательная средняя месячная температура воздуха, с апреля по октябрь – положительная.
За год в парке в среднем выпадает 650–700 мм осадков. В годовом ходе месячных сумм осадков максимум наблюдается в июне и июле, минимум – в феврале и марте. Обычно две трети осадков выпадает в теплый период года (апрель-октябрь) в виде дождя, одна треть – зимой в виде снега. Устойчивый снежный покров образуется к началу декабря. Максимальная высота снежного покрова февраля достигает от 20 до 30 см.

## Флора
На территории парка (вместе с охранной зоной) насчитывается 155 видов сосудистых растений, внесенных в региональную Красную книгу; около 30 из них можно встретить только в его границах, например, папоротник многоножка обыкновенная, венечник ветвистый, молодило русское. В Красную книгу России внесено 6 видов растений: ковыль перистый, венерин башмачок настоящий, пыльцеголовник длиннолистный, пальчатокоренник балтийский, ятрышник шлемоносный, неоттианте клобучковая. Венерин башмачок включен также в список Международного союза охраны природы. Засечные леса в южной части парка – единственное в России место произрастания редкого реликтового вида европейских широколиственных лесов равноплодника василисникового.
Также в парке выявлено 184 вида мхов, 165 видов лишайников, 265 видов грибов. Из них в региональную Красную книгу занесено 20 видов мхов, 12 лишайников, 18 грибов (в т.ч. 4 вида находятся в Красной книге России: саркосома шаровидная, трутовик лакированный, грифола зонтичная, спарассис курчавый). Наиболее ценными в парке, с точки зрения видового разнообразия или концентрации редких видов этих групп, являются участки старовозрастных коренных лесов, болота всех типов, скальные обнажения горных пород.

## Животный мир
Наиболее обычными и характерными для парка видами млекопитающих являются обитатели смешанных лесов – лось, благородный олень, европейская косуля, кабан, лесная куница, белка, заяц-беляк. Среди грызунов в лесах преобладают рыжие полевки и желтогорлые мыши. Из насекомоядных наиболее многочисленны бурозубки (обыкновенная, малая, равнозубая и средняя).
Из птиц в лесах национального парка в течение всего года обычны следующие виды: тетеревятник, рябчик, серая неясыть, большой пестрый дятел, ворон, сойка, сорока, желтоголовый королек, рябинник, певчий дрозд, большая синица, лазоревка, буроголовая гаичка, обыкновенный поползень, обыкновенная пищуха, чиж, обыкновенный дубонос. Зимой в хвойных лесах часто можно встретить обыкновенного клеста. В летний период к ним добавляются перелетные виды: перепелятник, канюк, вальдшнеп, вяхирь, обыкновенная кукушка, черный стpиж, лесной конек, обыкновенная иволга, лесная завирушка, пеночки весничка, теньковка и трещетка, зелёная пересмешка, черноголовая славка, мухоловка-пеструшка, серая мухоловка, черный дрозд, дрозд-белобровик, певчий дрозд, обыкновенный соловей, зяблик, зарянка, крапивник. Из редких видов птиц следует отметить черного аиста, за гнездом которого в течение нескольких лет ведется наблюдение с помощью фотоловушки.
Из рептилий в лесах часто можно встретить живородящую ящерицу, из земноводных – серую жабу, травяную и остромордую лягушку, а также тритона обыкновенного.
С 2014 года реализуется проект по реинтродукции самого крупного копытного Европы – зубра, занесённого в региональную, федеральную Красные книги и список животных Международного союза охраны природы (МСОП). За восемь лет было завезено 52 особи. По данным учёта 2021 года, группировка зубров, сформировавшаяся на стыке Козельского и Ульяновского районов, насчитывает около 100 голов, а вся среднерусская популяция, которая включает также животных Орловской и Брянской областей, насчитывает их более 800.
Второе место по видовому разнообразию в парке занимают водно-болотные угодья с лугово-полевыми стациями. Среди околоводных животных обычны бобр, американская норка, водяная полёвка, обыкновенная кутора. В луговых биотопах многочисленны обыкновенная полевка, полевка-экономка. Для водно-болотных угодий парка характерны птицы серая цапля, белолобый гусь, кряква, свиязь, чирок-свистунок, чирок-трескунок, хохлатая чернеть, красноголовый нырок, гоголь, обыкновенный перепел, коростель, фифи, малый зуек, перевозчик, бекас, озерная чайка, речная крачка, черная крачка, белокрылая крачка, береговая ласточка, полевой жаворонок, желтая трясогузка, обыкновенный сорокопут, болотная камышевка, камышевка-барсучок, болотная камышевка, серая славка, луговой чекан, обыкновенная зеленушка, обыкновенная чечетка, обыкновенная чечевица, обыкновенная овсянка, тростниковая овсянка.
Из рептилий по берегам водоемов обычен уж обыкновенный, из земноводных – прудовая и озерная лягушки.
В озёрах парка типичными представителями ихтиофауны являются золотой карась, ротан, вьюн, линь. Уклейку, верховку, окуня речного, щуку, плотву, леща, серебряного карася, красноперку часто можно встретить не только в озёрах, но и в реках. Характерными речными видами рыб являются быстрянка, жерех обыкновенный, волжский подуст, голавль обыкновенный, елец обыкновенный, пескарь обыкновенный, уклейка обыкновенная, густера обыкновенная, чехонь, обыкновенный гольян, горчак, усатый голец, налим, ёрш обыкновенный, сом, обыкновенный подкаменщик. Белоглазка обитает в парке только в р. Жиздре, где является субдоминантом среди промысловых видов рыб. В пойменных озёрах обитает русская выхухоль – эндемик России, краснокнижный вид, включенный также в список МСОП.
Из позвоночных животных, обитающих на территории парка, в список охраняемых видов Калужской области, включены 1 вид круглоротых, 4 вида рыб, 2 вида амфибий, 1 вид пресмыкающихся, 62 вида птиц, 16 видов млекопитающих. 27 видов занесены в Красную книгу России: чернозобая гагара, красношейная поганка, черный аист, белоглазый нырок, серый гусь, пискулька, скопа, степной лунь, орлан-белохвост, большой подорлик, малый подорлик, орел-могильник, беркут, змееяд, сапсан, кобчик, филин, кулик-сорока, большой кроншнеп, шилоклювка, клуша, малая крачка, обыкновенная горлица, сизоворонка, дубровник, выхухоль русская, зубр.
Фауна беспозвоночных в границах парка насчитывает несколько тысяч видов. Среди изученных видов 6 занесены в Красную книгу России: стрекоза дозорщик император, жуки жужелица менетрие, скромный рогачик, весенний навозник, обыкновенный отшельник, бабочка обыкновенный аполлон. Особенности долины реки Жиздры в границах национального парка предопределили существование здесь крупного пролётного пути водоплавающих, околоводных и хищных птиц, а также присутствие целого ряда редких, малочисленных и скрытных видов. «Долина Жиздры» – ключевая орнитологическая территория (КОТР) международного значения (код КЖ-001). Ещё одна территория международного статуса «Тишская даль» (КЖ-008) находится в пойме р. Оки. В границах парка также выделены КОТР регионального значения – «Галкинское болото» и «Залидовские луга».

## Галерея

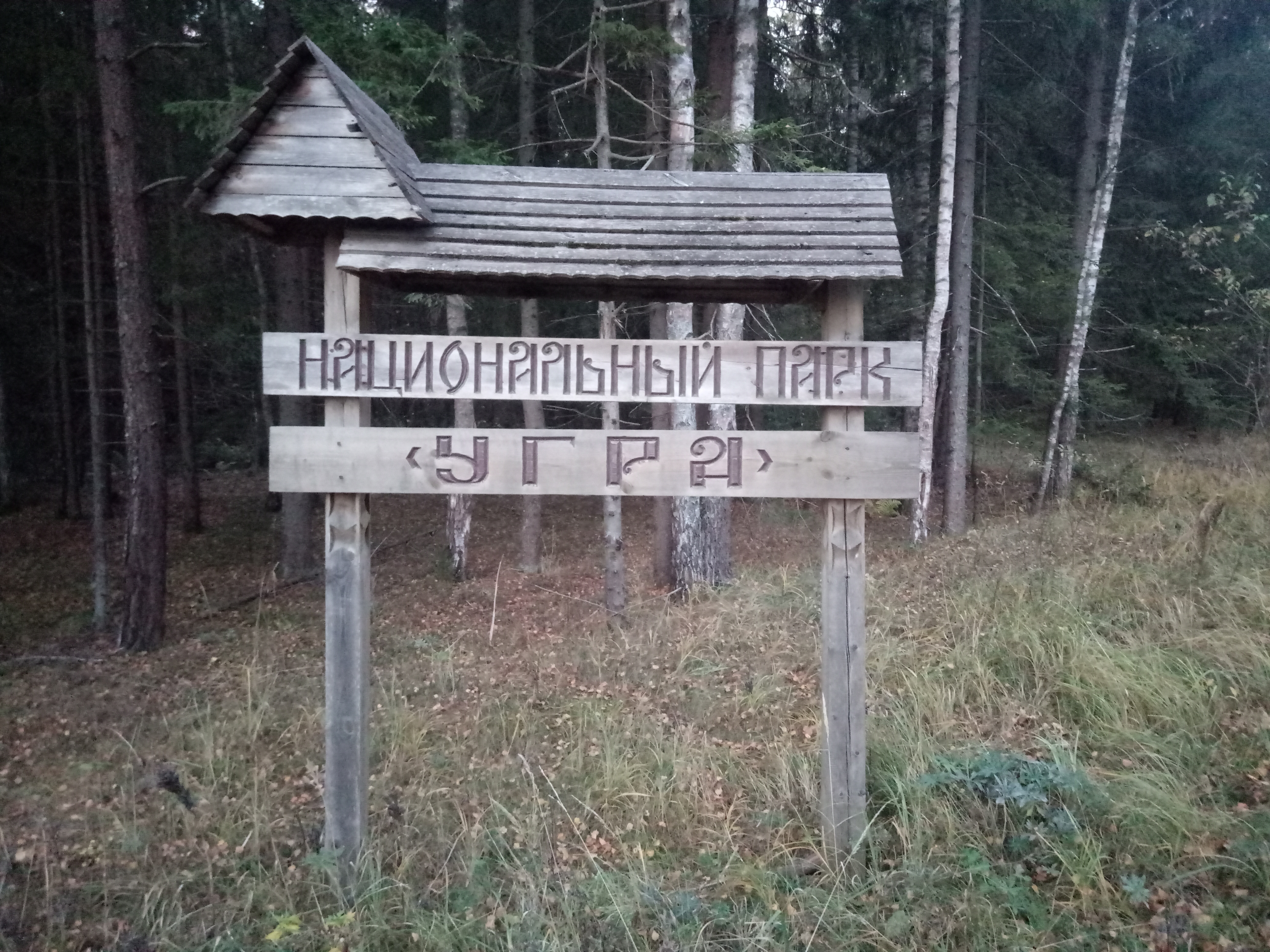
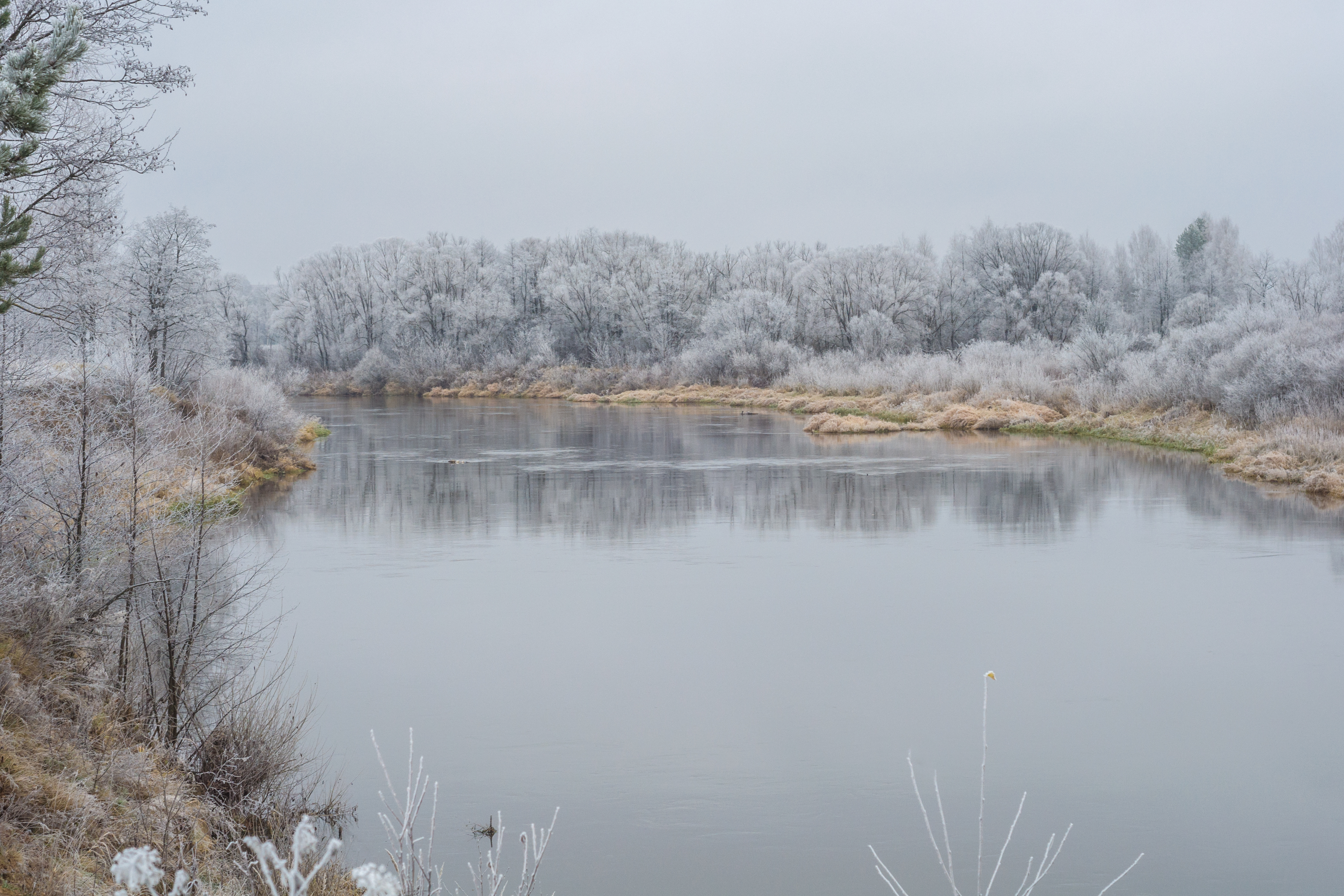
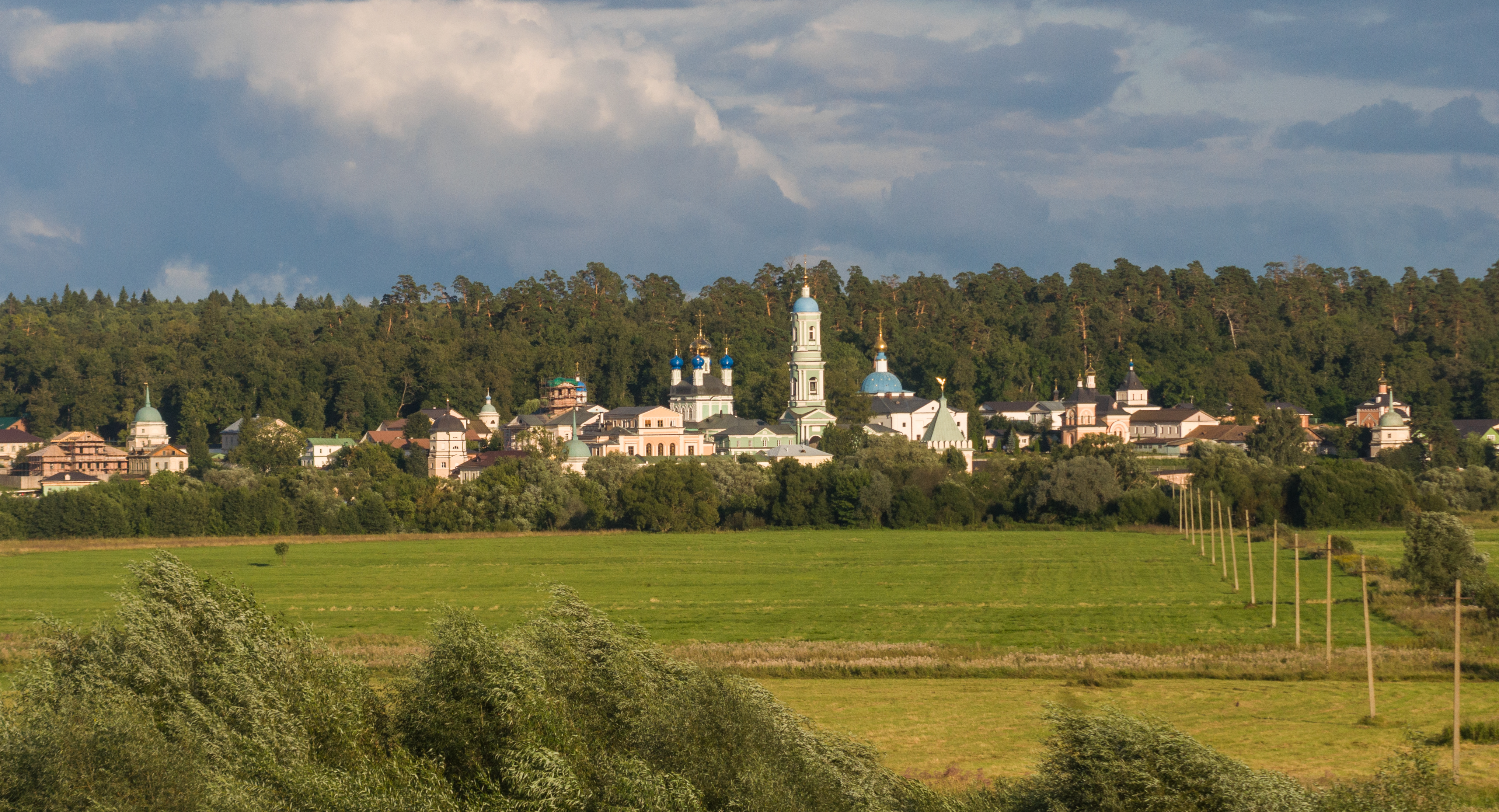
Оптина пустынь
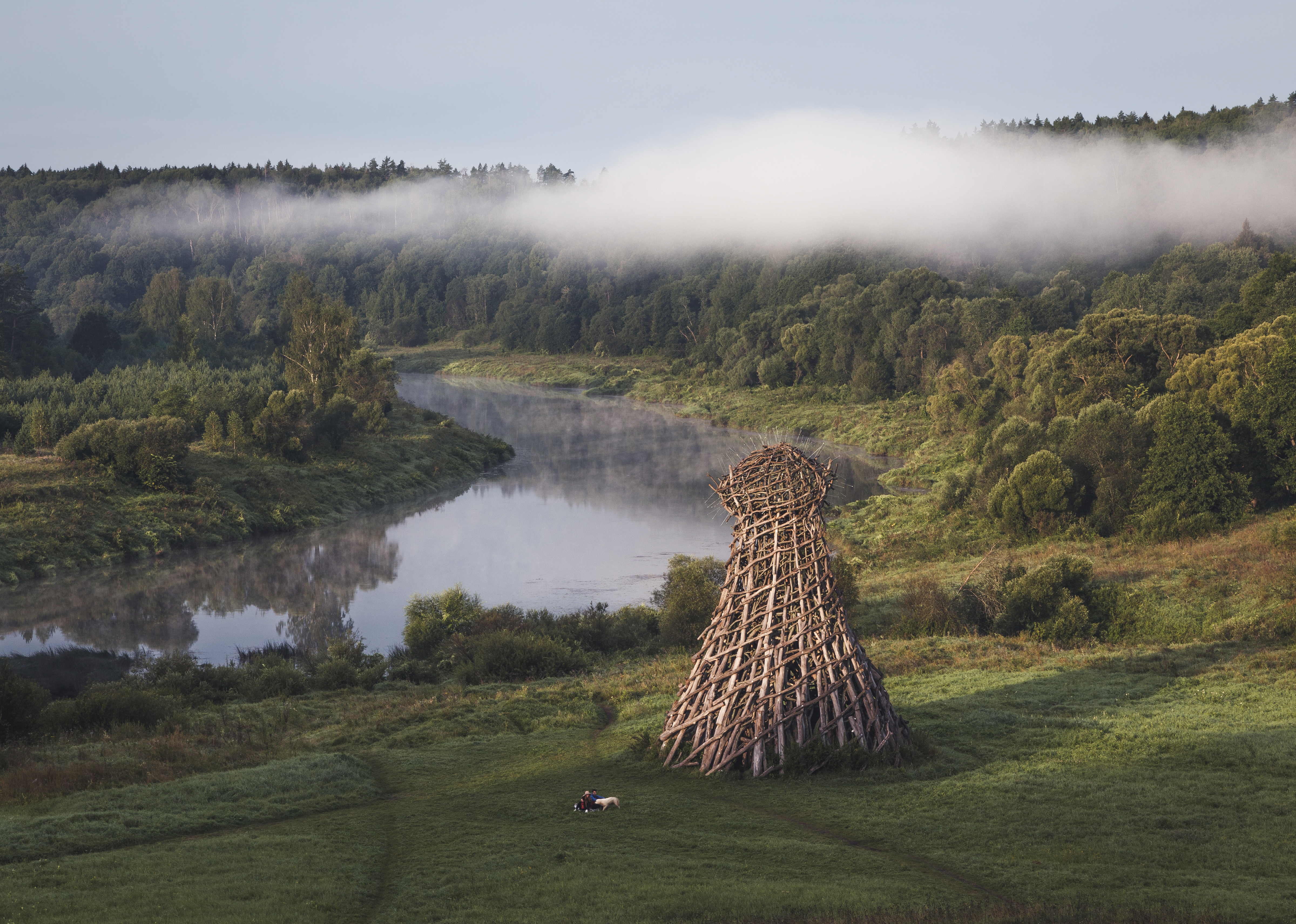
Арт-парк «Никола-Ленивец»